# Jukio Mišima
Jukio Mišima (tudi Yukio Mishima, Yukio Misima, japonsko 三島　由紀夫), japonski pisatelj, dramatik in esejist; pravo ime Kimitake Hiraoka, * 14. januar 1925, Tokio, Japonska, † 25. november 1970 (storil samomor z razparanjem trebuha, t. i. seppuku).

## Dela, prevedena v slovenščino
Je avtor več romanov, dram, in esejev o sodobnih moralnih zadevah.
- tetralogija Morje rodovitnosti
  - Pomladni sneg, roman. Pomurska založba, Murska Sobota, 1983
  - Pobegli konji, roman. Pomurska založba, Murska Sobota, 1983
  - Hram jutranje zarje, roman. Pomurska založba, Murska Sobota, 1984
  - Angelov propad, roman. Pomurska založba, Murska Sobota, 1984
- Kipenje morja, roman. Prešernova družba, Ljubljana, 1961
- Po banketu, roman. Državna založba Slovenije, Ljubljana, 1971
- Izpovedi maske, roman. Škuc, Ljubljana, 2010
- Prepovedane barve, roman. Škuc, Ljubljana, 2011
- Pet modernih nô dram, drama. Slovensko stalno gledališče, Trst, 2014